# بيرني بوسطن
بيرني بوسطن (بالإنجليزية: Bernie Boston)‏ هو مصور أمريكي، ولد في 18 مايو 1933 في واشنطن العاصمة في الولايات المتحدة، وتوفي في 22 يناير 2008 في فرجينيا في الولايات المتحدة بسبب داء نشواني.